# Synalpheus biunguiculatus
Synalpheus biunguiculatus är en kräftdjursart som först beskrevs av William Stimpson 1860.  Synalpheus biunguiculatus ingår i släktet Synalpheus och familjen Alpheidae. Inga underarter finns listade i Catalogue of Life.